# 弗里德里希五世 (萨尔姆-基尔堡)
弗里德里希·恩斯特·约瑟夫·奥古斯特（德語：Friedrich Ernst Joseph August；1823年1月5日—1887年4月12日），出生于基尔堡。萨尔姆-基尔堡亲王。是萨尔姆-基尔堡亲王弗里德里希四世与妻子波爾多女爵塞西尔·罗莎莉·普雷沃的独生子。
1844年3月21日，弗里德里希与拉特雷穆瓦耶公主埃利奥诺尔（Eléonore de La Trémoille）结婚，婚后有一子：
- 弗里德里希·恩斯特·路德维希·卡尔·瓦伦丁·玛利亚（Friedrich Ernst Ludwig Karl Valentin Maria，1845年8月3日－1905年1月2日）。